# 中村町 (高知県)
中村町（なかむらちょう）は高知県幡多郡にあった町。現在の四万十市の中心部にあたる。本項では町制前の名称である中村（なかむら）についても述べる。

## 地理
- 河川：四万十川、後川

## 歴史
- 1889年（明治22年）4月1日 - 町村制の施行により、中村・中村町・宇山村・津野崎村・不破村の区域をもって中村が発足。
- 1898年（明治31年）11月10日 - 中村が町制施行して中村町となる。
- 1954年（昭和29年）3月31日 - 下田町・東山村・蕨岡村・後川村・八束村・具同村・東中筋村・富山村・大川筋村・中筋村と合併して中村市が発足。同日中村町廃止。

## 交通

### 鉄道路線
現在は旧町域に土佐くろしお鉄道中村線・宿毛線の中村駅が所在するが、当時は未開業。

### 道路
- 国道197号（現・国道56号）